# Jan Six van Chandelier

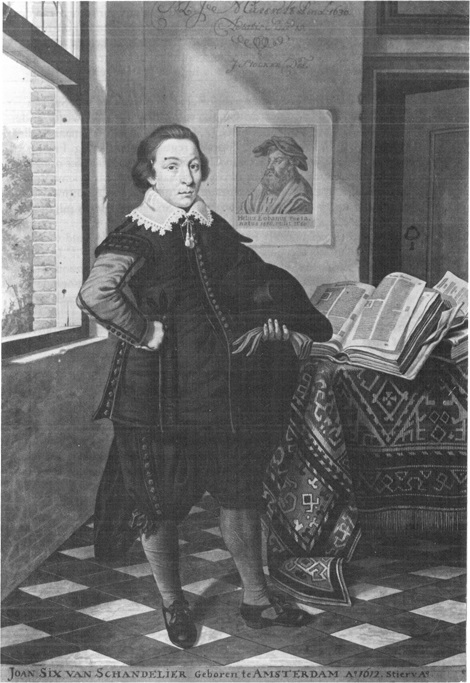
Jan Six van Chandelier

Jan, Joan, Joannes eller Johan Six van Chandelier, född 19 februari 1612 i Amsterdam, död där 16 februari 1695, var en nederländsk guldålderspoet som reste till Frankrike, Spanien, Italien och England. 

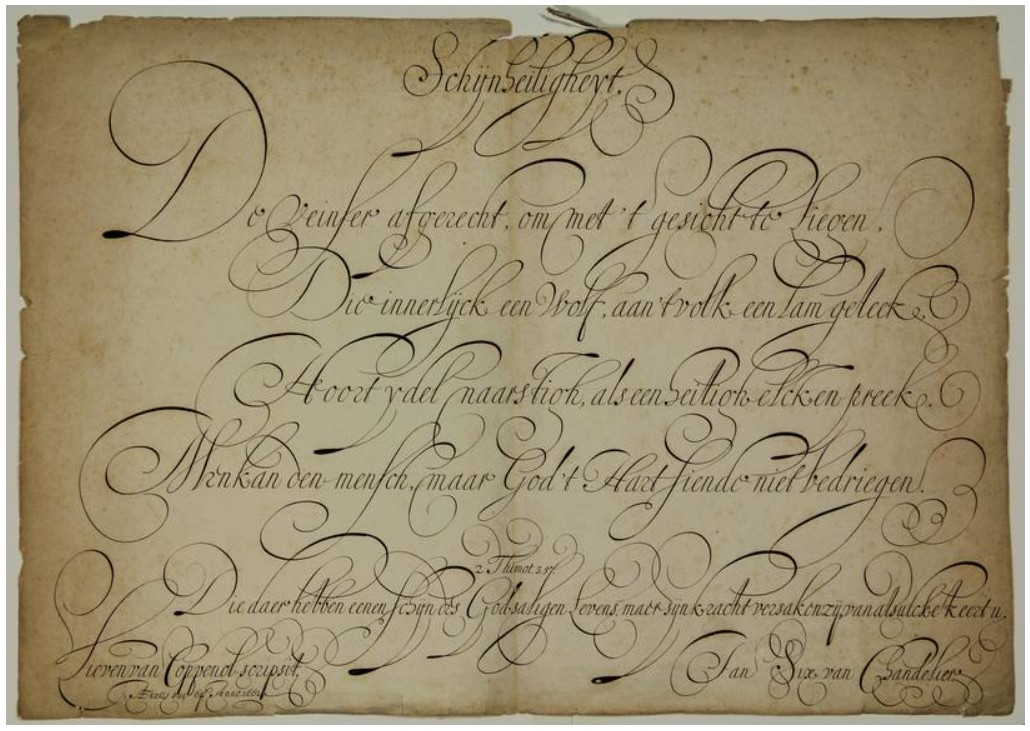
Ett poem av Jan Six van Chandelier från 1662, skrivet av kalligrafen Lieven Willemsz Coppenol

Chandelier föddes i Amsterdam som det äldsta av tio barn och blev en handelsman inom kolonialvaror. På grund av sin hälsa reste han till spa år 1650, och i sitt arbete reste han ännu längre bort. Han skrev dikter var han än befann sig. Även om poesin inte var hans huvudsakliga sysselsättning, uppskattades han av sina samtida som nämnde hans verk. Han var vän med H.L. Spiegel och Anslo. Han skrev också en "bekännelse" till dramatikern Jan Six, herre över heerlijkheten Vromade och Oudscheepen, för dennes Muiderberg, vilket är en referens till hans vän P.C. Hooft, som bodde på Muiderslot och är känd för Muiderkring, en krets av författare.
Hans samlade verk återutgavs 1991.

## Verk
- 's Amsterdammers winter, 1650
- Spa-gedichten, 1656
- Poësy, 1657 (upptagen som en nyckeltext i Den nederländska litteraturens kanon)
- Davids Psalmen, 1674
- Erkentenisse, aan den eedelen heer Joan Six, heer van Vromaade, Oudscheepen, voor synen Muiderberg, 1676